# Grosville
Grosville är en kommun i departementet Manche i regionen Normandie i norra Frankrike. Kommunen ligger i kantonen Les Pieux som tillhör arrondissementet Cherbourg. År 2022 hade Grosville 804 invånare.

## Befolkningsutveckling
Antalet invånare i kommunen Grosville
| Referens: INSEE |